# Archaik (Kunst)

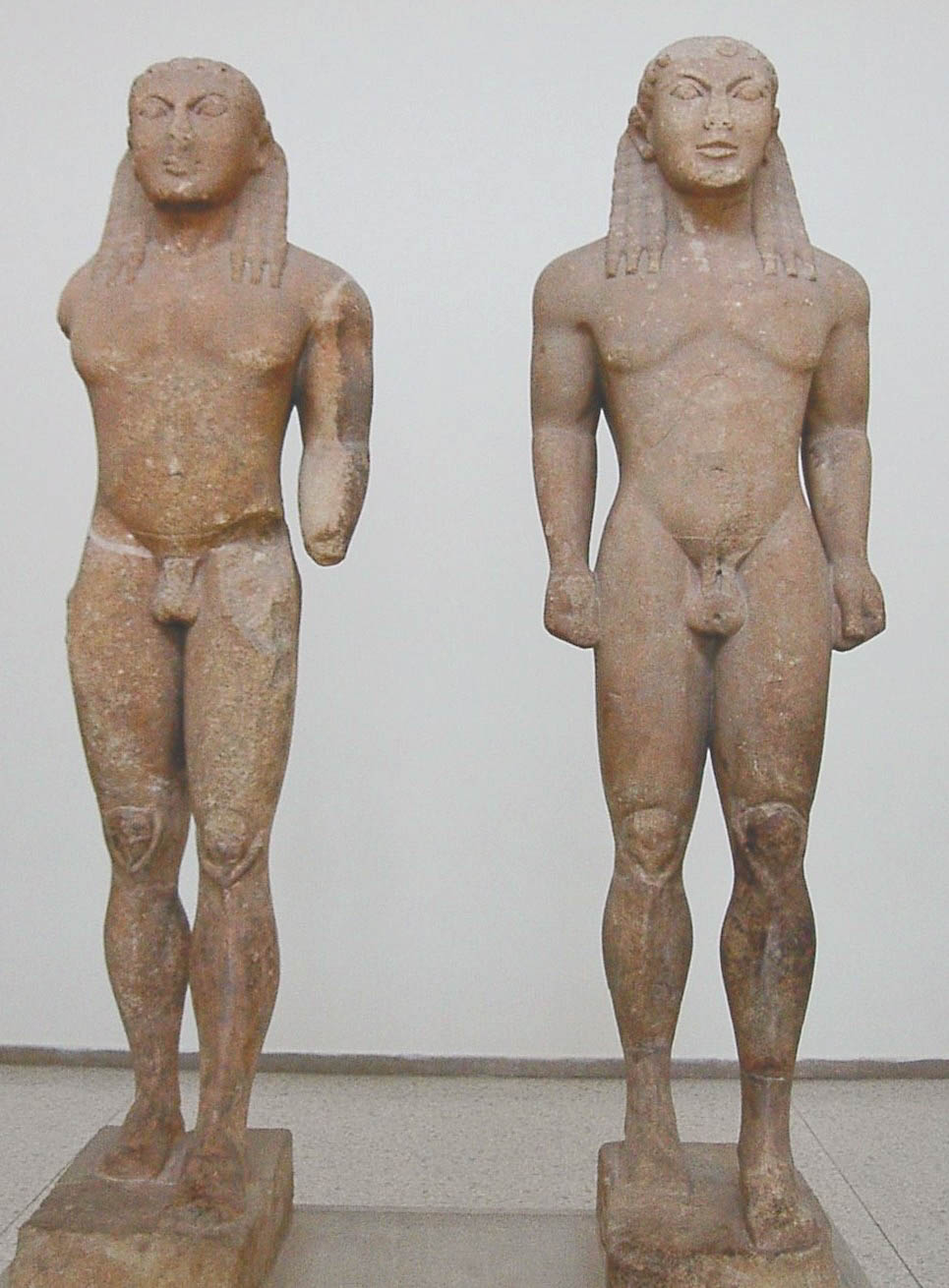
Kleobis und Biton. 7./6. Jh. v. Chr.

Die Archaik ist eine Zeit- und Stilepoche im antiken Griechenland, die die Jahre 700–500 v. Chr. umfasst. Sie wird in drei Phasen eingeteilt:
- früharchaischer Stil 700–620 v. Chr.
- hocharchaischer Stil 620–560 v. Chr.
- spätarchaischer Stil 560–500 v. Chr.

Das Hauptaugenmerk dieses Stils liegt auf den Figuren. Zierende Ornamente werden bewusst klein dargestellt, um die Figuren monumental wirken zu lassen. Die Körperlichkeit der dargestellten Figuren nimmt sowohl in der Malerei als auch in der Plastik zu; die plastische, raumgreifende Darstellungsweise überwiegt die flächige. Die Figuren werden zunehmend zu mehreren gruppiert, so dass eine epische Erzählweise in der Darstellung von Themen möglich wird. Dem Epos – unter anderem der Ilias und der Odyssee – werden oft auch die Themen entnommen und die archaische Kunst insbesondere der Vasenmalerei tritt als Quelle für Mythen und Mythenvariationen neben die schriftliche Überlieferung.
Zu den bekanntesten Kunstwerken der Archaik zählen die Kouroi, nackte Jünglingsfiguren, und die stets bekleidet dargestellten Koren als weibliches Pendant.
Archaische Figuren, wie Kouroi und Koren, zeichnen sich durch eine starre Frontalität aus. Die Körper sind blockhaft aufgefasst. Sie zeigen schematisch gewelltes Haar und eine summarisch vereinfachte Muskulatur. Auch ihre Gesichtszüge sind vereinfacht und besitzen eine gewisse Anonymität. Hervorzuheben ist das sogenannte „archaische Lächeln“, das ihren Gesichtsausdruck zunehmend bestimmt. Typisch ist auch die mandelförmige Gestaltung der Augen, die insbesondere im Seitenprofil auf Reliefs und auf Münzen zur Geltung kommt.
Der Archaik folgte die griechische Klassik. Die Übergangszeit zwischen der Spätarchaik zur Frühklassik wird als Strenger Stil bezeichnet. Der Begriff Archaik wurde in der Periodisierung der allgemeinen griechischen Geschichte als Epochenbezeichnung übernommen.
In der Münzprägung wurde der archaische Stil auch noch nach der eigentlichen archaischen Zeit gelegentlich für Darstellungen genutzt, um Tradition und Solidität der Münze hervorzuheben. In der Kunst späthellenistischer und spätrepublikanischer Zeit wurde archaische Gestaltungsweise in der Kunst künstlich und künstlerisch wieder aufgegriffen. Der Stil derartiger Kunstwerke wird „archaistisch“ genannt.

## Maler der archaischen Zeit
Auf dem Teilgebiet des archaischen Kunststils, ist die sonst relativ exakte Bestandsaufnahme der Griechen eher spärlich erhalten. Die Wertschätzung der Kunst war jedoch trotzdem gegeben, was sich besonders an dem Beispiel Bularchos erkennen lässt. Sein Bild, welches den Kampf der Magnesier illustrierte, wurde angeblich vom letzten König Lydiens aus dem Geschlecht der Herakleiden, der Myrsilos oder auch Kandaules genannt wurde, um 700 v. Chr. erworben und mit Gold aufgewogen, was die Wertschätzung von Kunst in archaischer Zeit widerzuspiegeln vermag.
Das berühmte Werk, auf welchem Artemis von einem Greifen empor getragen wird, das Werk, auf der die Eroberung Trojas und die Geburt der Athene (oder Athena) dargestellt werden, befinden sich in Form von Gemälden im Heiligtum der Alpheionia, wobei ersteres von Kleanthes und letztere von Aregon – zumindest laut dem Historiker Strabon in seinem 8. Buch "Geographie der Peloponnes" – erschaffen wurden.
Der Athener Eumaros gilt als einer der ersten griechischen Maler, der beim Zeichnen eines Bildes den Körper des Mannes von dem der Frau unterschied, in dem er vermutlich Hautfarbe, sowie Körperhaltung dem jeweiligen Geschlecht anpasste.
Der Samier Saurias, erfand die Skyagrafie, indem er den Umriss eines Pferdes gegen die Sonne zeichnete. Kraton zeichnete die Umrisse einer Frau und die eines Mannes auf eine Tafel und erfand somit die Malerei und durch die Hilfe eines korinthischen Mädchen, gelang Butades aus Sikyon laut Athenagoras die Erfindung der Koroplastik, wobei diese Kunststile vermutlich schon früher erfunden wurden und die historischen Quellen hier nicht genau genug sind.
Laut Plinius, der in seinem 35. Buch über Kimon aus Kleonai schrieb, erfand dieser die Schrägansichten, auch Verkürzungen oder katágrapha genannt. Zusätzlich gelang es ihm, verschiedenartige Blickrichtungen zu erzeugen und durch das malen von Gelenken, Gliedmaßen zu unterscheiden. Er war in der Lage Adern zu malen und Kleidungsstücke mithilfe von Stoffwülsten und Falten plastischer zu gestalten.
Aufgrund dieses Talents wurde er von Claudius Aelianus (etwa 175–222 n. Chr.) in seinem Buch Bunte Geschichte (Ποικίλη ίστορία) als deutlich künstlerischer und geschickter beschrieben als seine Vorgänger, weshalb er auch eine bessere Bezahlung erhielt, als jene vor ihm.